# Jesenje, Litija
Jesenje este o localitate din comuna Litija, Slovenia, cu o populație de 97 de locuitori.